# Orchestre de la Suisse Romande

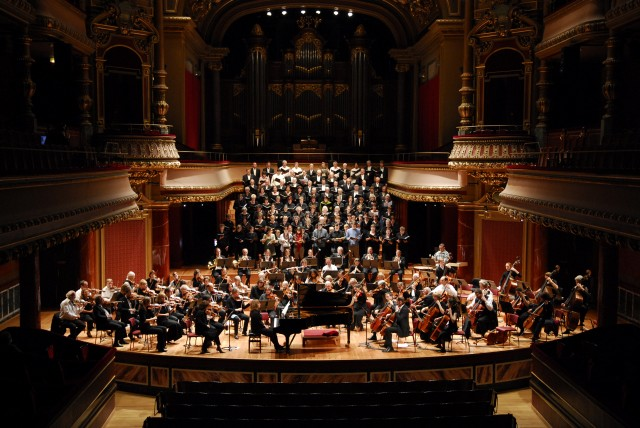
Orkiestra Szwajcarii Romańskiej

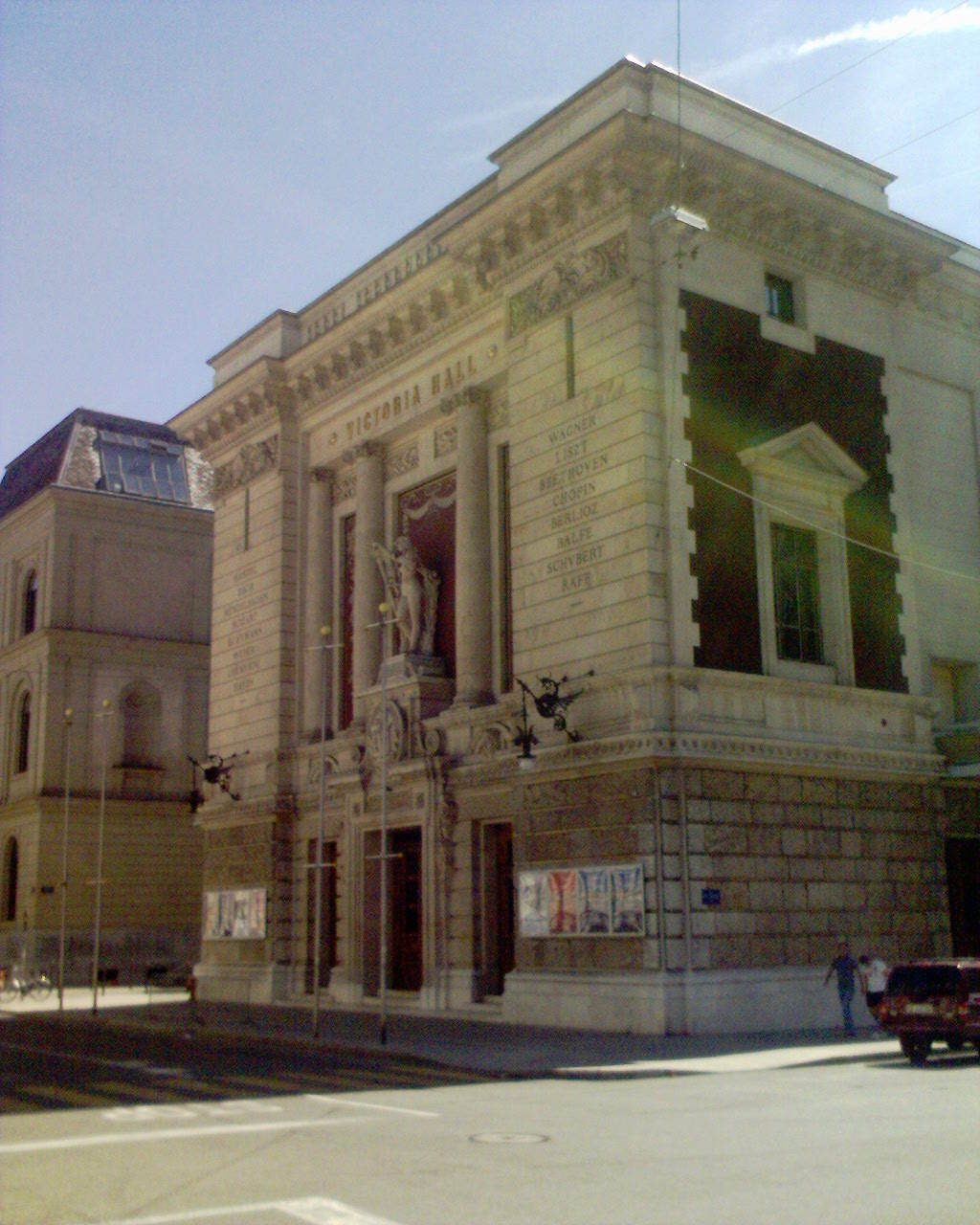
Victoria Hall - siedziba zespołu

Orchestre de la Suisse Romande (Orkiestra Szwajcarii Romańskiej – OSR) – orkiestra symfoniczna z siedzibą w Genewie. Została założona w roku 1918 przez Ernesta Ansermeta, który kierował nią do roku 1967.
Orkiestra występuje w genewskiej sali koncertowej „Victoria Hall“ oraz w Lozannie. W repertuarze oprócz utworów symfonicznych znajduje się muzyka operowa i baletowa wykonywana w Operze Genewskiej (Grand Théâtre de Genève). Orkiestra odbywa tourneés koncertowe po krajach Europy, Ameryki i Dalekiego Wschodu.
Orkiestra dokonała prawykonań wybitnych kompozytorów: Brittena, Debussy’ego, Holligera, Honeggera, Franka Martina, Milhauda, Strawińskiego i innych.
Obecnie stanowisko prezesa orkiestry zajmuje Metin Arditi, administracją kieruje Steve Roger a naczelnym dyrygentem jest Marek Janowski.

## Dyrektorzy muzyczni/ dyrygenci
- Ernest Ansermet (1918–1967)
- Paweł Klecki (1967–1970)
- Wolfgang Sawallisch (1970–1980)
- Horst Stein (1980–1985)
- Armin Jordan (1985–1997)
- Fabio Luisi (1997–2002)
- Pinchas Steinberg (2002–2005)
- Marek Janowski (2005–2012)
- Neeme Järvi (2012–2015)
- Jonathan Nott (od 2017)